# Uku Masing
Uku Masing, urodzony jako Hugo Albert Masing (ur. 11 sierpnia 1909, zm. 25 kwietnia 1985) – estoński filozof, tłumacz, teolog i folklorysta.

## Życiorys
Uku Masing urodził się w Estonii, w prowincji Raplamaa, gminie Raikküla. Od najmłodszych lat wykazywał zdolności językowe; pod koniec szkoły średniej umiał się posługiwać czterema językami, będąc dojrzałym człowiekiem władał kilkudziesięcioma. W szczytowym punkcie swojej kariery posługiwał się około 65 językami, tłumaczył z 20 z nich. Studia wyższe rozpoczął na kierunku teologia na Uniwersytecie w Tartu. W czasie studiów i już po ich ukończeniu publikował wiele wierszy, tłumaczeń i esejów. Jego najsłynniejszą pracą jest wydana w 1935 roku Neemed vihmade lahte.
Masing był członkiem estońskiego koła poetów, założonego w 1938 roku przez Antsa Orasa. Do grupy, która przyjęła nazwę Arbujad („Wróżbici”) należeli również Heiti Talvik, Betti Alver, Paul Viiding, Bernard Kangro, August Sang oraz Kersti Merilaas.

## Sprawiedliwy pośród Narodów Świata
Masing wykładał na swej macierzystej uczelni w Tartu teologię oraz języki semickie. Po inwazji niemieckich wojsk zrezygnował ze swego stanowiska i poświęcił się ratowaniu żydowskich zabytków kultury. Wraz ze swoją żoną Ehą ukrywał Żyda Izydora Levina przed Gestapo, za co został nagrodzony tytułem Sprawiedliwego pośród Narodów Świata. Po II wojnie światowej brał również udział w badaniu hitlerowskich zbrodni wojennych, w szczególności obozu koncentracyjnego Klooga.